# Сансев'єрія

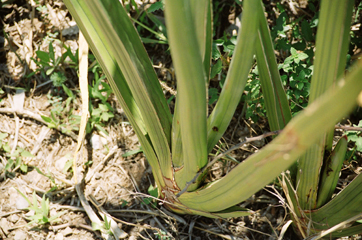
Sansevieria ehrenbergii у природному середовищі.

Сансев'єрія (лат. Sansevieria) — рід близько 70 видів квіткових рослин, що походять з Африки, Мадагаскару і Південної Азії. Через специфічне довге листя рослини отримали такі народні назви як «щучий хвіст», «тещин язик», «язик джинів», «тятива лука», «зміїна шкіра». Часто ці рослини включають у рід драцен; в системі класифікації APG III обидва роди належать до родини Холодкові, підродини Нолінові (раніше родини Ruscaceae).

## Опис
Рослини значно варіюють у межах роду, серед видів є як сукуленти, що ростуть у пустелях, такі як Sansevieria pinguicula, так і тонколисті тропічні рослини, такі як Sansevieria trifasciata. Рослини часто утворюють щільні зарості, розростаючись із кореневища або столонів.

### Листя
Листки сансев'єрії, як правило, розташовані розеткою навколо точки росту, хоча для деяких видів характерне їх спіральне розташування. Форма листя значно варіює в межах роду. Всі види можуть бути розділені на дві основні категорії за листям: твердолисті та м'яколисті види. Як правило, твердлисті сансев'єрії походять з посушливого клімату, а м'яколисті види — з тропічних і субтропічних регіонів. Sansevieria з твердими листям має ряд адаптацій для виживання в сухому кліматі: товсте, соковите листя для зберігання води і товсті кутикули для зниження втрати вологи. Листки можуть бути циліндричними для зменшення площі поверхні і, як правило, коротші, ніж у м'яколистих тропічних аналогів, у яких листки широкі і довгі.

### Квіти

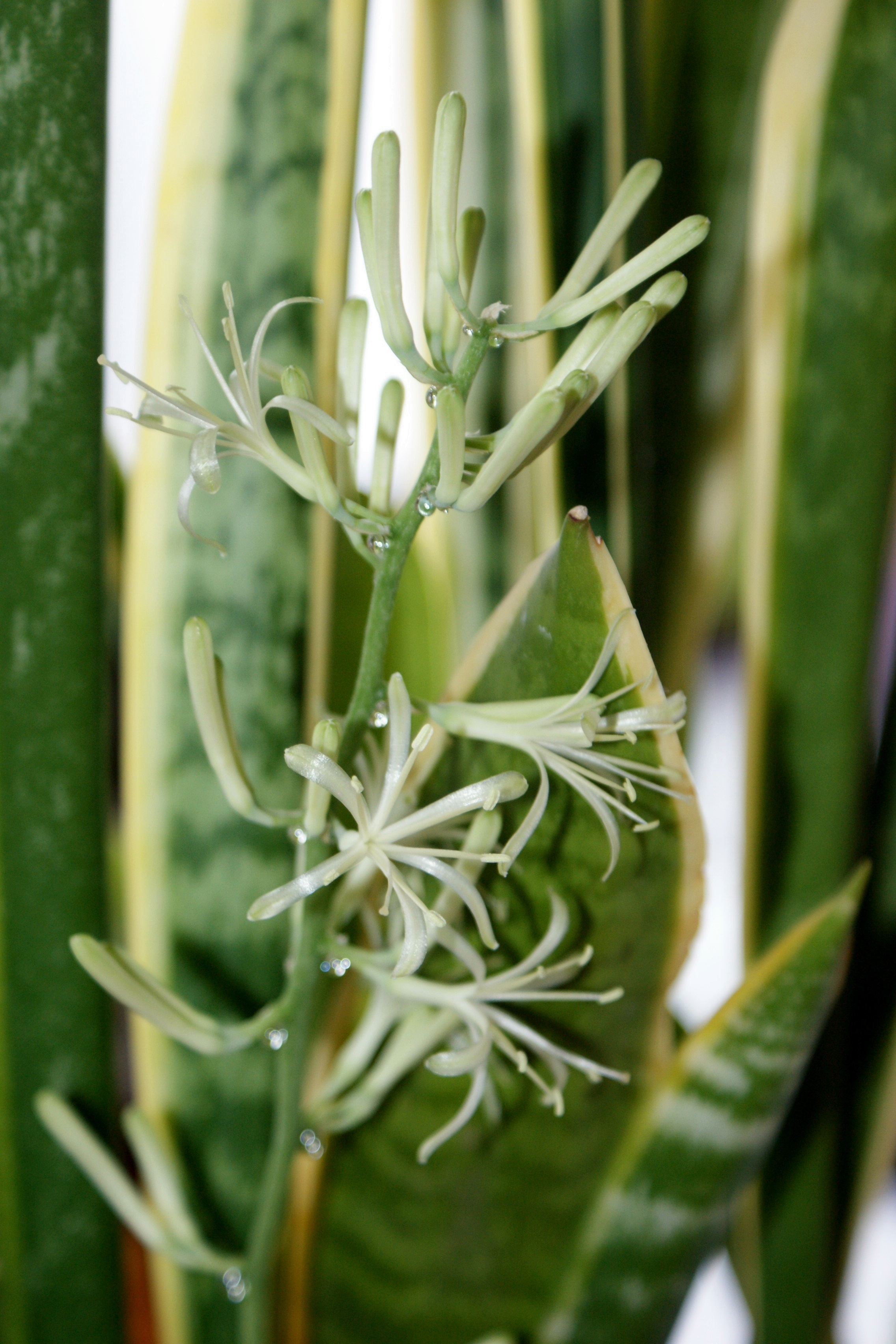
Квітки Sanseviera trifasciata

Квітки, як правило, зеленувато-білі, також рожеві, бузково-червоні, буро-коричневі, розміщені у простій або розгалуженій китиці. Плід — червона або помаранчева ягода. У природі квіти сансев'єрії запилює міль, але як цвітіння, так і плодоношення нестійкі і насіння дозріває мало. Суцвіття росте з апікальної меристеми, і розквітла стріла більше не буде випускати нові листки. На відміну від таких рослин, як агави, які гинуть після цвітіння, розквітла сансев'єрія просто перестає випускати нові листки, і продовжує рости, продукуючи відростки з кореневища або столонів.

## Таксономія
Sansevieria названа на честь італійського вченого і винахідника Раймондо ді Санґро [1710-71], князя Сан-Северо. Вінченцо Петанья в 1787 році назвав рід Sanseverinia, на честь свого покровителя П'єтро Антоніо Сансеверіно, графа К'яромонте (1724—1771), в саду якого Петанья побачив рослину. У 1794 році Тунберг використав назву Sansevieria. Не зрозуміло, чи Тунберг дав нову назву, чи це була друкарська помилка у назві Петаньї. «Sansevieria Thunb.» є збереженою назвою у Міжнародному кодексі номенклатури водоростей, грибів та рослин, незважаючи на аргументи, що автором повинен бути вказаний Петанья.
Написання «Sanseveria» і «Sanseviera» також зустрічаються, плутанина походить від альтернативних написань італійської назви місця.  

### Секції
Станом на 2015 рік рід поділено на три секції, одна з яких далі підрозділяється на три підсекції:
- sect. Sansevieria
  - subsect. Sansevieria
  - subsect. Hastifolia
  - subsect. Solonifera
- sect. Dracomima
- sect. Cephalantha

### Окремі види
| - Sansevieria aethiopica Thunb. - Sansevieria angustiflora Lindb. - Sansevieria arborescens Cornu ex Gérôme & Labroy - Sansevieria aubrytiana Carrière - Sansevieria bagamoyensis Carrière - Sansevieria braunii Engl. & K.Krause - Sansevieria canaliculata Carrière - Sansevieria concinna N.E.Br. - Sansevieria cylindrica Bojer ex Hook. - Sansevieria dawei Stapf - Sansevieria deserti N.E.Br. - Sansevieria dooneri N.E.Br. - Sansevieria ehrenbergii Schweinf. ex Baker - Sansevieria eilensis Chahin. | - Sansevieria fasciata Cornu ex Gérôme & Labroy - Sansevieria gracilis N.E.Br. - Sansevieria grandicuspis Haw. - Sansevieria grandis Hook.f. - Sansevieria hyacinthoides (L.) Druce - Sansevieria intermedia N.E.Br. - Sansevieria kirkii Baker - Sansevieria liberica Gérôme & Labroy - Sansevieria longiflora Sims - Sansevieria masoniana Chahin - Sansevieria metallica Gérôme & Labroy - Sansevieria parva N.E.Br. | - Sansevieria phillipsiae N.E.Br. - Sansevieria pinguicula P.R.O.Bally - Sansevieria raffillii N.E.Br. - Sansevieria roxburghiana Schult. & Schult.f. - Sansevieria senegambica Baker - Sansevieria singularis N.E.Br. - Sansevieria stuckyi God.-Leb. ex Gérôme & Labroy - Sansevieria subspicata Baker - Sansevieria suffruticosa N.E.Br. - Sansevieria trifasciata Prain - Sansevieria zeylanica (L.) Willd. |

### Раніше розміщувався тут
- Reineckea carnea iyot baka (Andrews) Kunth (як S. carnea Andrews)[14]

## Використання

### Мотузки і традиційне використання
В Африці листя використовують для виробництва волокна; у деяких видів, наприклад, Sansevieria ehrenbergii, сік рослини має антисептичні властивості, а листя використовується для пов'язок у традиційній першій допомозі.

### Декоративні цілі

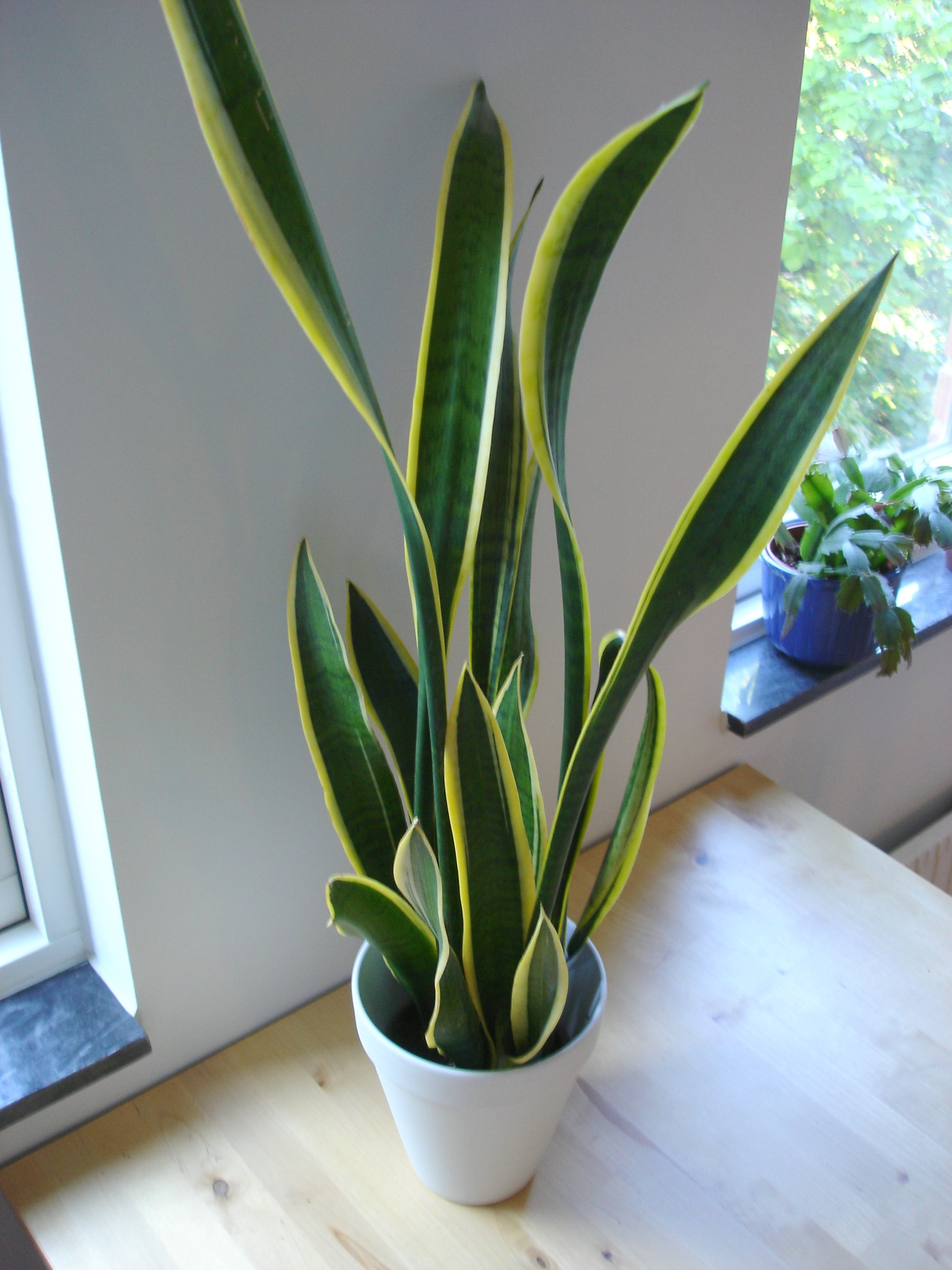
Виведений сорт Laurentii виду Sansevieria trifasciata, найбільш поширеного виду культивування

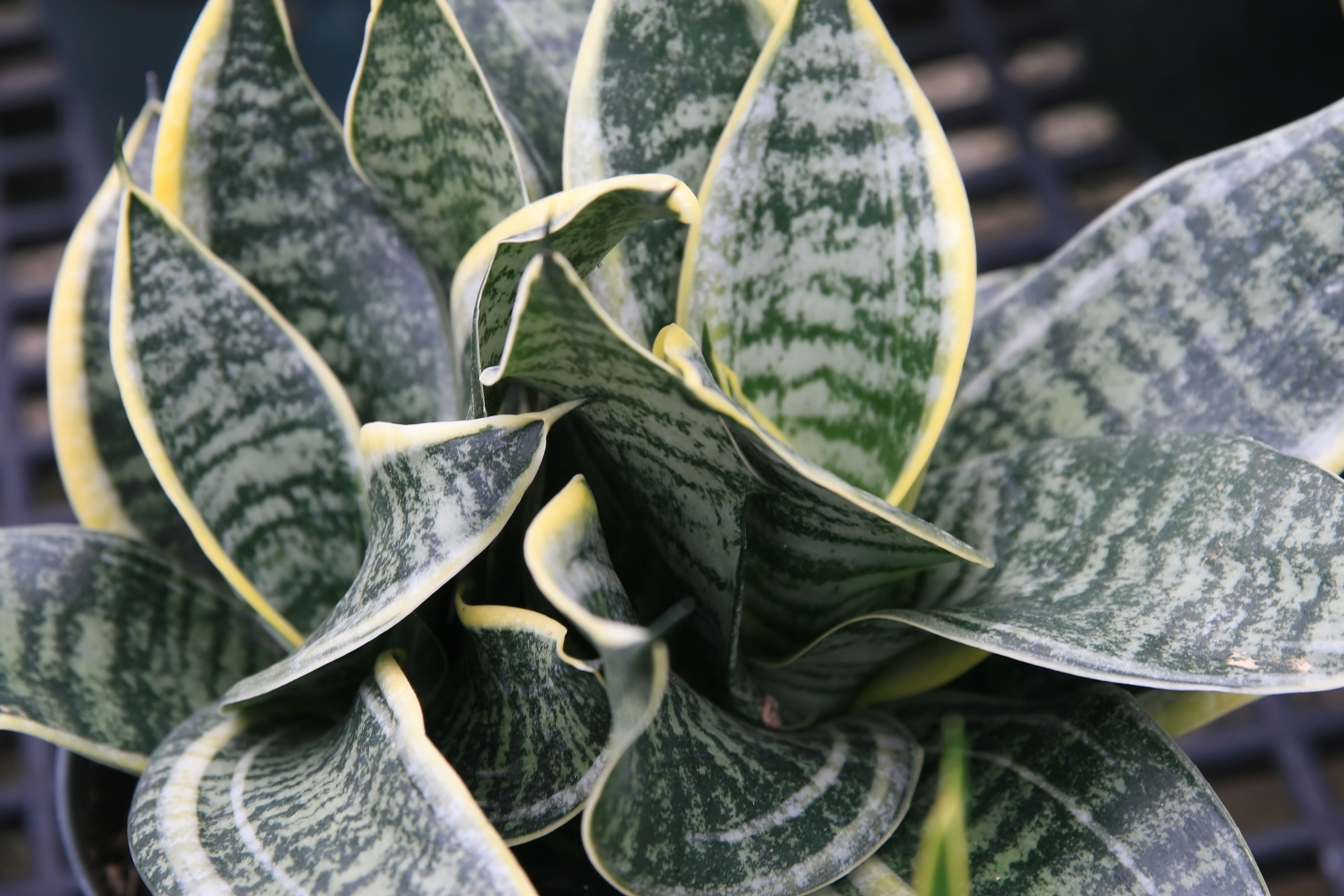
Сорт Hahnii

Деякі види є популярними кімнатними рослинами в регіонах помірного клімату; найбільш поширені — сорти виду Sansevieria trifasciata. У Китаї рослину зазвичай поміщають у горщик, прикрашений драконами і феніксами. Рослина росте порівняно повільно і живе багато років. Високорослі рослини мають жорсткі, прямостоячі, криволінійні листки, а карликові рослини ростуть розетками. Як кімнатна рослина, Sansevieria процвітає у теплі і яскравому світлі, але також терпітиме тінь. Вони можуть загнивати від надмірного поливу, тому важливо, щоб вони були в горщиках у добре дренованому ґрунті, і не поливані надмірно. Їх потрібно час від часу пересаджувати або розщеплювати в корені, оскільки рослина іноді може вирости такою великою, що розіб'є горщик, в якому росте.
У Кореї горщики сансев'єрії зазвичай дарують під час церемоній відкриття бізнесу або інших сприятливих подій. У Барбадосі сансев'єру також називають «грошовою рослиною» з переконанням, що особа, яка її має, завжди матиме гроші.
Інші види Sansevieria менш поширені у вирощуванні. Вид Sansevieria cylindrica має листки, які виглядають зовсім інакше, ніж S. trifasciata, але так само жорсткі.
Сансев'єрію можна розмножувати насінням, різанням листя і поділом. Насіння використовують рідко, тому що рослини зазвичай можна набагато швидше вирощувати із живців або чи листя. Оскільки багато сортів є периклінальними химерами, їх треба розмножувати поділом кореневища, щоб зберегти різнобарвність.

### Декорації в кіно і на телебаченні
Сансев'єрія часто використовується для декору у багатьох фільмах і телевізійних шоу щонайменше з 1930 року, серед прикладів: Сербський фільм, Бути Джоном Малковичем, Синій оксамит, Качиний суп, День бабака, Homegrown, The Paper, Останні години.

### Очищення повітря
Згідно з дослідженнями NASA Clean Air Study, разом з іншими рослинами, такими як Epipremnum aureum і Dracaena fragrans, Sansevieria trifasciata здатна очищати повітря, забираючи деякі токсини, такі як формальдегід, ксилол і толуол. Однак, оскільки листя сансев'єрії є потенційно отруйним, якщо його проковтнути, ці рослини зазвичай не рекомендують для дитячих спалень.